# Craspedosis effusa
Craspedosis effusa är en fjärilsart som beskrevs av Louis Beethoven Prout 1924. Craspedosis effusa ingår i släktet Craspedosis och familjen mätare. Inga underarter finns listade i Catalogue of Life.